# 무타구치 렌야
무타구치 렌야(일본어: 牟田口 廉也, 1888년 10월 7일 ~ 1966년 8월 2일)은 일본 제국의 육군 군인이다. 그는 1944년 버마 전선에서 무리하게 임팔 작전을 강행하였다가 큰 피해를 입고 패배한 것으로 유명해졌다.
일본 출신으로, 1910년 육군사관학교를 졸업하고, 1917년 고급 참모과정인 육군대학교를 졸업하였다. 그는 일본이 러시아 혁명에 간섭한 시베리아 출병에 참전하였고, 이후 프랑스에 주재무관으로 파견되었다. 소좌시절에는 캄차카반도에 잠입하여 홀로 종단하여 정탐활동을 벌이기도 하였다.
이후 일본에 돌아와 참모본부에서 일하다가 1936년 중국에 파견되어 베이징에 주둔중인 제1연대의 연대장을 맡았다. 그가 맡고 있는 연대가 노구교 사건에서 선제 공격을 하며, 결국 이것이 중일 전쟁으로 발전되었다. 이후 소장으로 승진하여 제4군의 참모장을 맡았다가, 일본으로 돌아와 육군유년학교의 교장에 임명되었다.
1940년 중장으로 승진하여, 태평양 전쟁의 발발과 함께, 제18사단의 사단장이 되어 싱가포르 전투에 참전하였다. 무타구치는 이 전투에서 부상을 입었다. 18사단은 싱가포르 함락후 필리핀으로 파견되어 바탄 반도전에 투입되었고, 1942년 4월에는 버마 전선으로 다시 투입되었다. 이때 대본영에서는 인도진공을 계획하였으나, 밀림과 산악지역에서는 작전이 불가능하다는 무타구치의 반대로 작전은 연기되었다.
무타구치는 1943년 3월에는 버마 방위를 담당하는 제15군의 사령관으로 승진하였다. 이때 영국군이 인도로부터 월경하여 버마의 일본군을 공격하자, 무타구치는 생각을 바꿔서 이전에 반대했던 인도진공을 강하게 주장하였다. 그는 보급이나 병참은 전혀 고려하지 않고 작전을 세워 휘하 부대장들이 모두 작전에 반대하였으나, 이를 무시하고 밀어붙였다. 일화로, 한 휘하 장교가 무타구치에게 보급을 어떻게 할지에 대해 물어보자, "일본인은 본래 초식동물이고, 밀림에 널린게 풀이다. 보급은 소와 말로 하고, 부족해지면 그것들을 잡아먹으면 된다. 그래도 부족하면 적에게서 탈취하면 된다." 라고 대답했다.
결국 1944년 3월, 그 휘하에 있던 제15군(15, 31, 33사단으로 구성됨)은 빈약한 준비와 병참으로 인도공략을 위해 진격했으나, 8만 5천여 명의 병력중 5만 명이 대부분 질병과 굶주림으로 사망하는 대참패로 끝났다. (임팔 전투) 이후 책임을 지고 물러나 일본으로 돌아왔고, 1944년 12월 예편하였다. 1945년 다시 현역으로 복귀하여 육군사관학교 예과의 교장이 되었으나, 일본이 항복하여 단명에 그쳤다.
그는 잔혹행위에 대한 전범용의자로 체포되어 극동국제군사재판에 기소되었으나 불기소 처분 후 재판을 위해 싱가포르로 압송되었고 2년 형을 선고받고 복역 후 1948년 3월에 만기 석방되었다. 그는 전후에도 "부하의 무능때문에 임팔 작전이 실패했다"는 변명으로 일관하였다. 이러한 태도 때문에 일본의 우익 정치가들은 무타구치를 도미나가 교지, 스기야마 하지메와 더불어 "삼대오물"(三大汚物)이라고 부르며 비난하였다.